# ربيت
ربيت أو رُبيت، هي إلهة مصرية قديمة. كانت تظهر في النقوش بشكل اعتيادي كإحدى الإلهات المتجسدات في شكل اللبؤة. وكان زوجها مين.
في العصور القديمة، كانت هناك بلدة تسمى حوت ربيت (قصر ربيت أو معبد ربيت)، حيث يقع معبدها. وفي وقت لاحق، أعاد الإغريق تسمية المدينة باسم أثريبيس عندما بدأت أهميتها في الازدياد. تم التنقيب في الموقع بواسطة فلندرز بيتري في عام 1900.

## قراءة موسعة
- McFarlane, A. (1995). The God Min to the End of the Old Kingdom. Australian Center for Egyptology. ISBN 9780856686788